# Postaal etiket

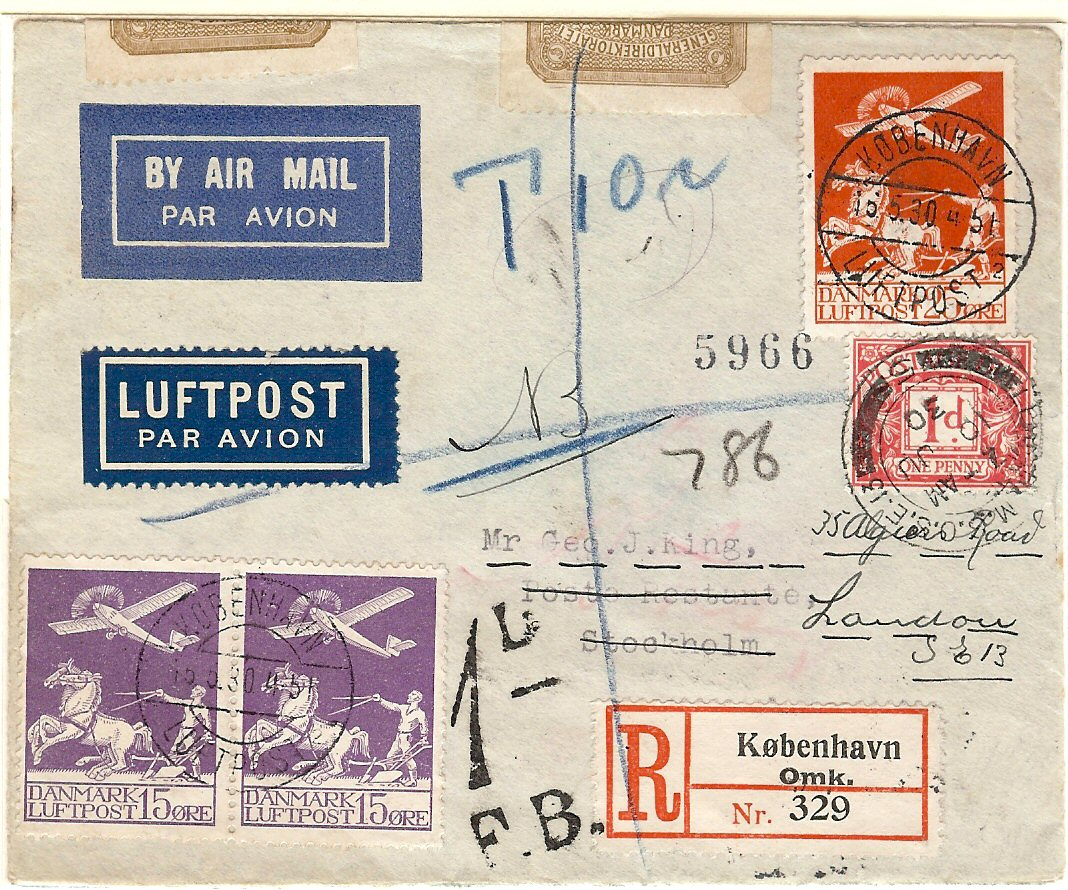
Brief met drie postale etiketten; deze aangetekende brief van Kopenhagen naar Stockholm werd doorgezonden naar Londen en aldaar met port belast

Postale etiketten zijn strookjes of plaketiketten met teksten zoals "Par avion", "Expresse", "Aantekenen". Zo'n etiket moet de wensen van de verzender op een duidelijke manier aangeven. 
Een bijzonder postaal etiket is de (postale) sluitzegel waarmee een brief wordt gesloten die door de post is geopend om bij een onbestelbare brief het adres van de afzender te achterhalen. Gecensureerde brieven worden op dezelfde wijze weer gesloten.
Zie ook: Luchtpostetiket, Aantekenstrook.